# Leyhörn

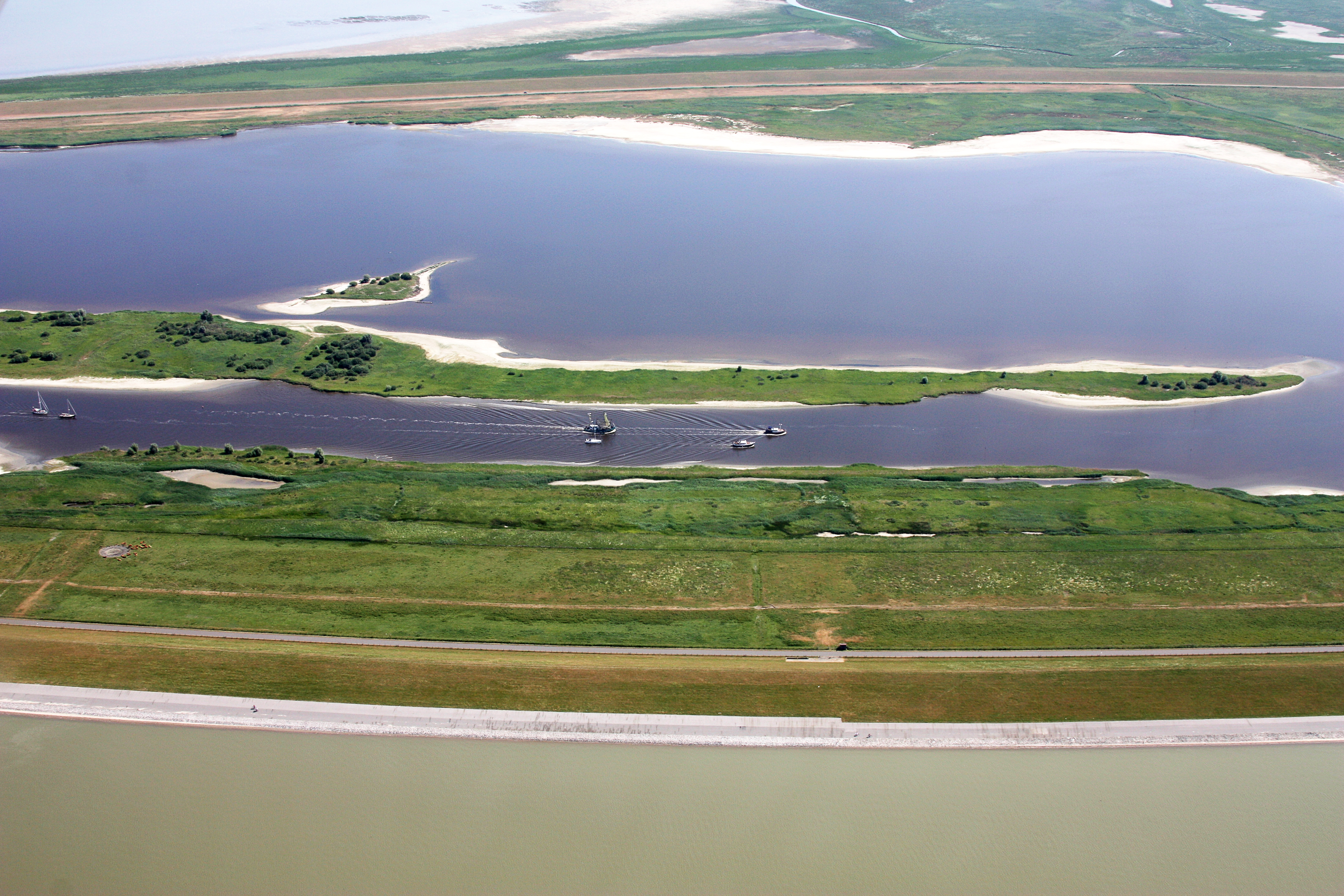
Luftaufnahme des Speicherbeckens Leyhörn aus westlicher Richtung, in der Bildmitte die Fahrrinne zwischen Greetsieler Hafen und Leysiel

Die Leyhörn ist eine unter Naturschutz stehende Halbinsel im Süden der Leybucht in der niedersächsischen Gemeinde Krummhörn im Landkreis Aurich. Die künstliche Landzunge entstand bis 1991 im Zuge von Küstenschutzmaßnahmen.
Pläne für den Küstenschutz aus den 1960er Jahren sahen ursprünglich eine Volleindeichung der Leybucht vor, bei der die Deichlinie von 16,5 auf rund acht Kilometer verkürzt werden sollte. Forderungen des Naturschutzes, der Entwässerung sowie des Ortes Greetsiel führten jedoch zu einer Veränderung der Pläne. Im September 1985 wurde der Planfeststellungsantrag zur Erhaltung einer größtmöglichen offenen Bucht und zur Errichtung eines Mündungsbauwerks mit Siel möglichst nah an die tiefe Rinne der Norderley genehmigt.
Im Oktober 1985 wurde mit der Umsetzung der Baumaßnahmen begonnen. 1991 wurde die künstliche Landzunge Leyhörn fertiggestellt. Parallel dazu wurde das Sperrwerk Leysiel mit Schleuse bis zum September 1991 hergestellt und in Betrieb genommen. Das neue Siel ist also den beiden alten Sielen in Greetsiel vorgelagert, die das Alte und Neue Greetsieler Sieltief aufnehmen.
Ein Teil der Halbinsel Leyhörn wurde im Dezember 1994 als Naturschutzgebiet Leyhörn ausgewiesen.